# Kasha-Katuwe Tent Rocks National Monument
Le monument national de Kasha-Katuwe Tent Rocks est un monument national américain situé au Nouveau-Mexique, à une soixantaine de kilomètres de Santa Fe. Kasha-Katuwe signifie « falaises blanches » en langue pueblo Keresan. Créé en 2001 par le président Bill Clinton, il est administré par le Bureau of Land Management.

## Description
Ce parc protège des formations rocheuses spectaculaires, appelées en France « cheminées de fées » et en Amérique du Nord « Hoodoos » ou « Tent rocks ». On retrouve des phénomènes naturels similaires dans d'autres endroits du monde, notamment en Cappadoce, en Turquie. Kasha-Katuwe est situé sur le plateau de Pajarito entre 1737 et 1951 m au-dessus du niveau de la mer. Au fil du temps, l’altération et l’érosion des couches de roches volcaniques et de cendres ont créé des canyons en fente et des hoodos.  

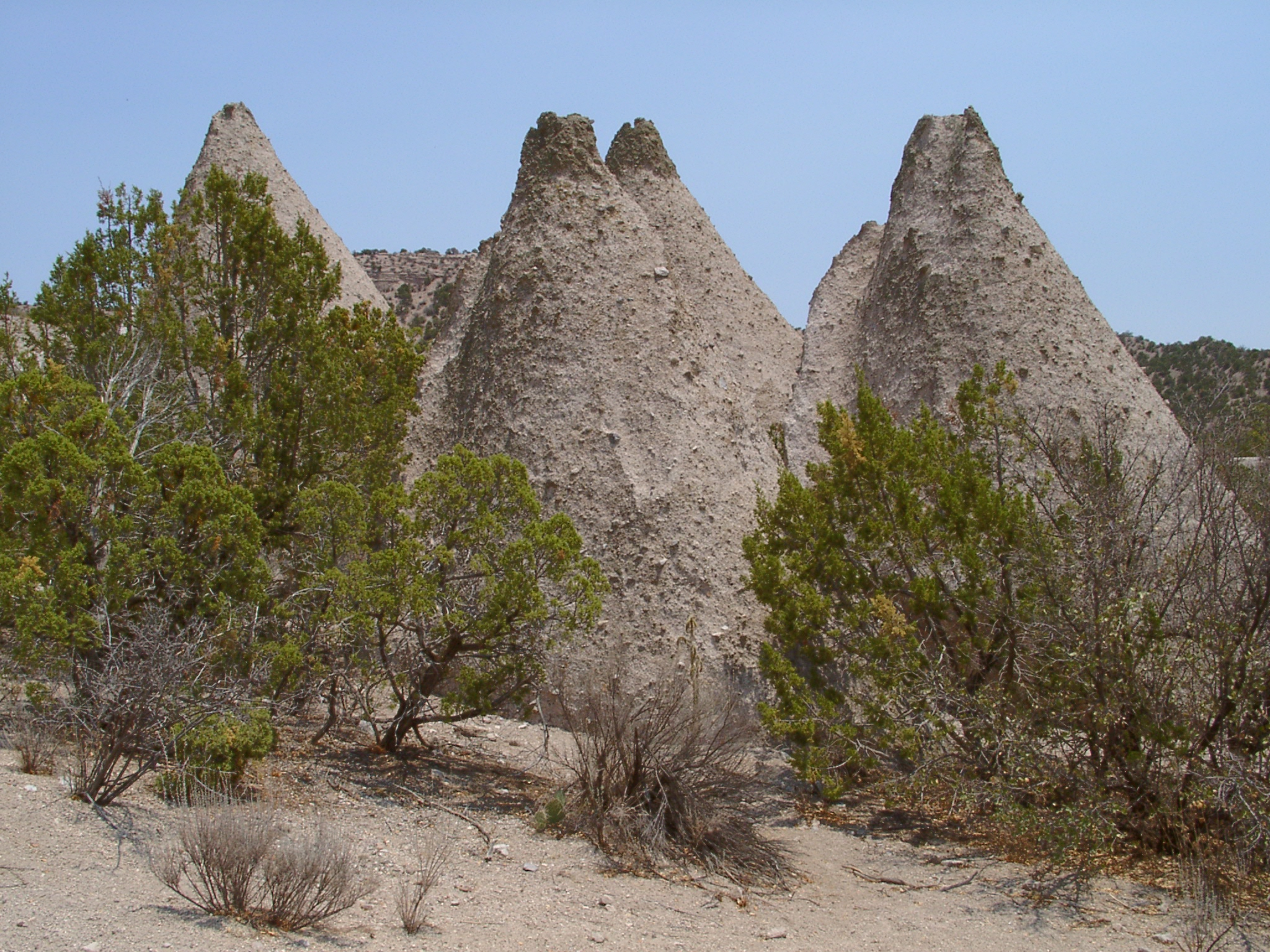
Tent Rocks, à l'entrée du parc
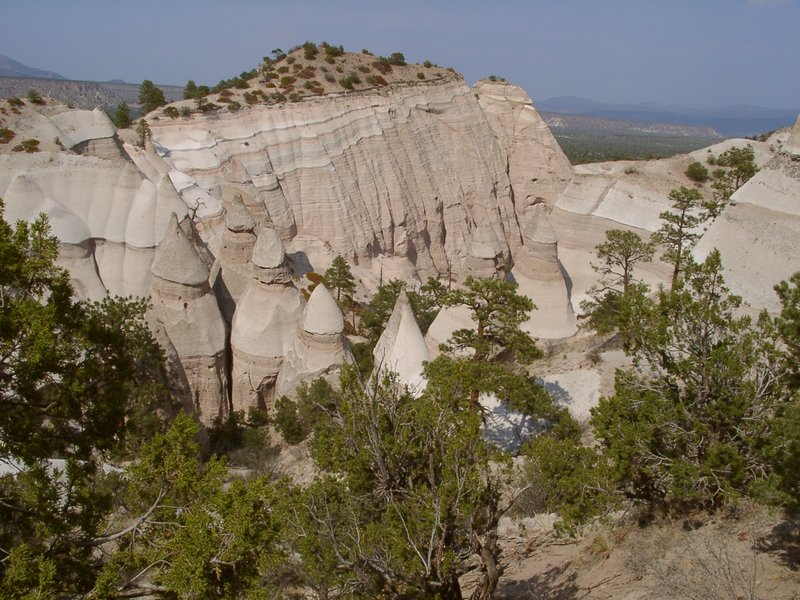
Vue générale du parc
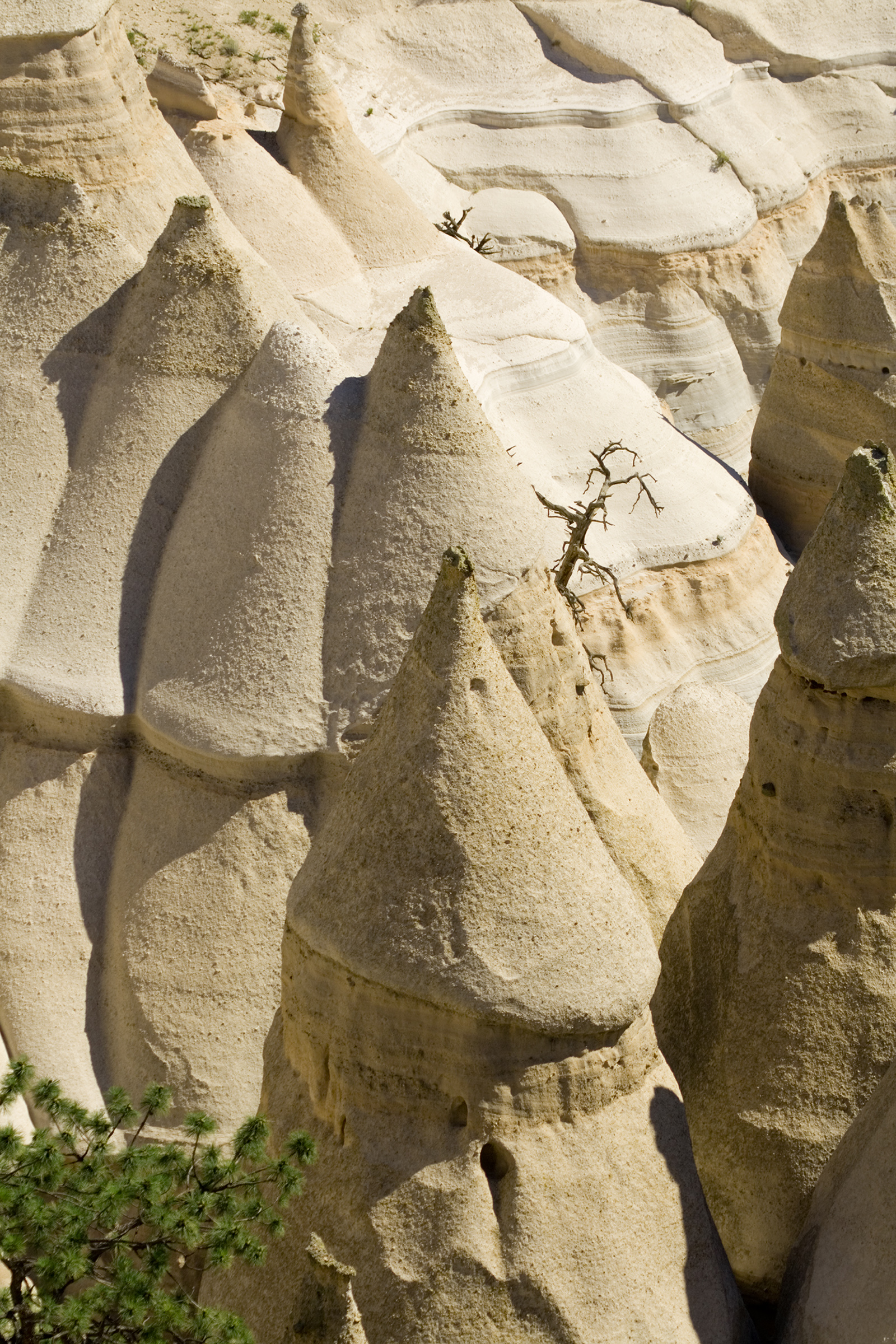
Tent Rocks
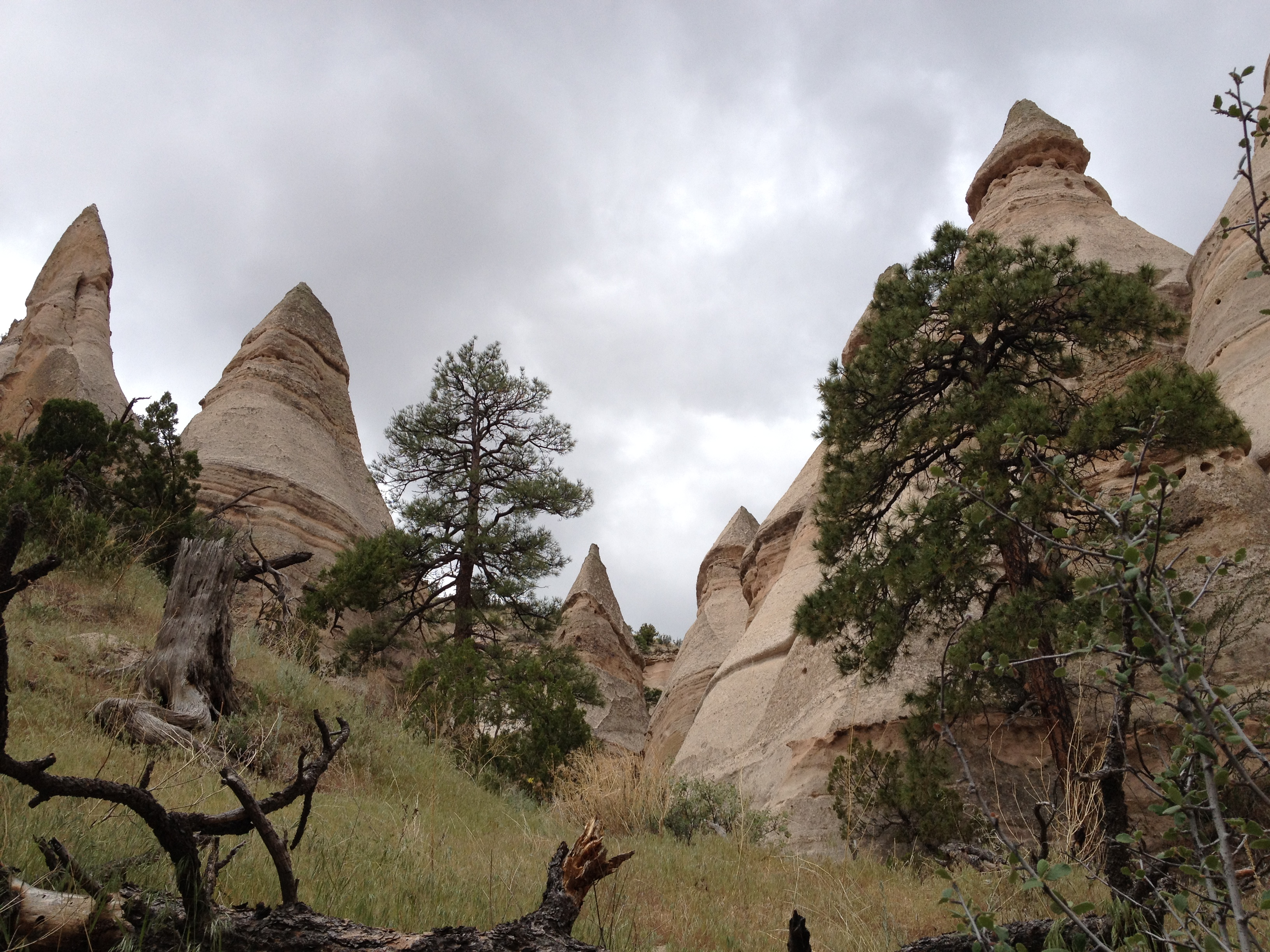
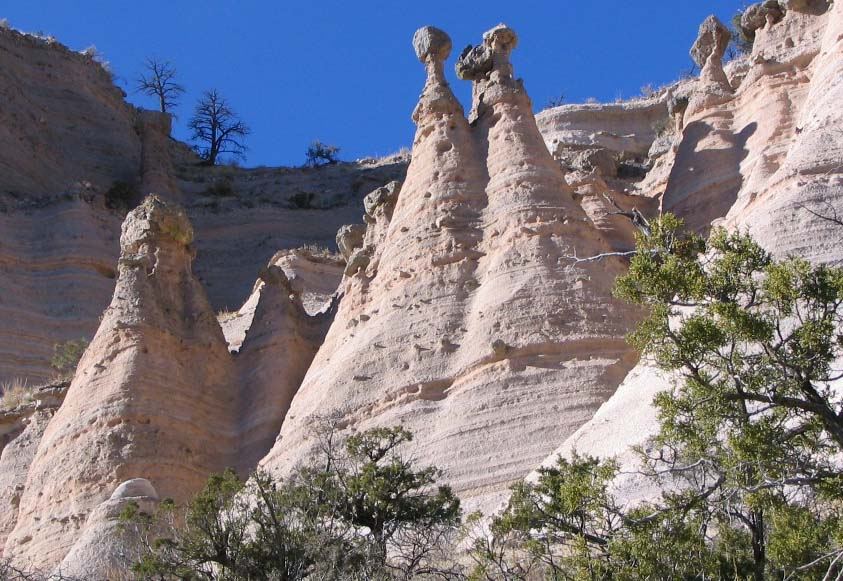
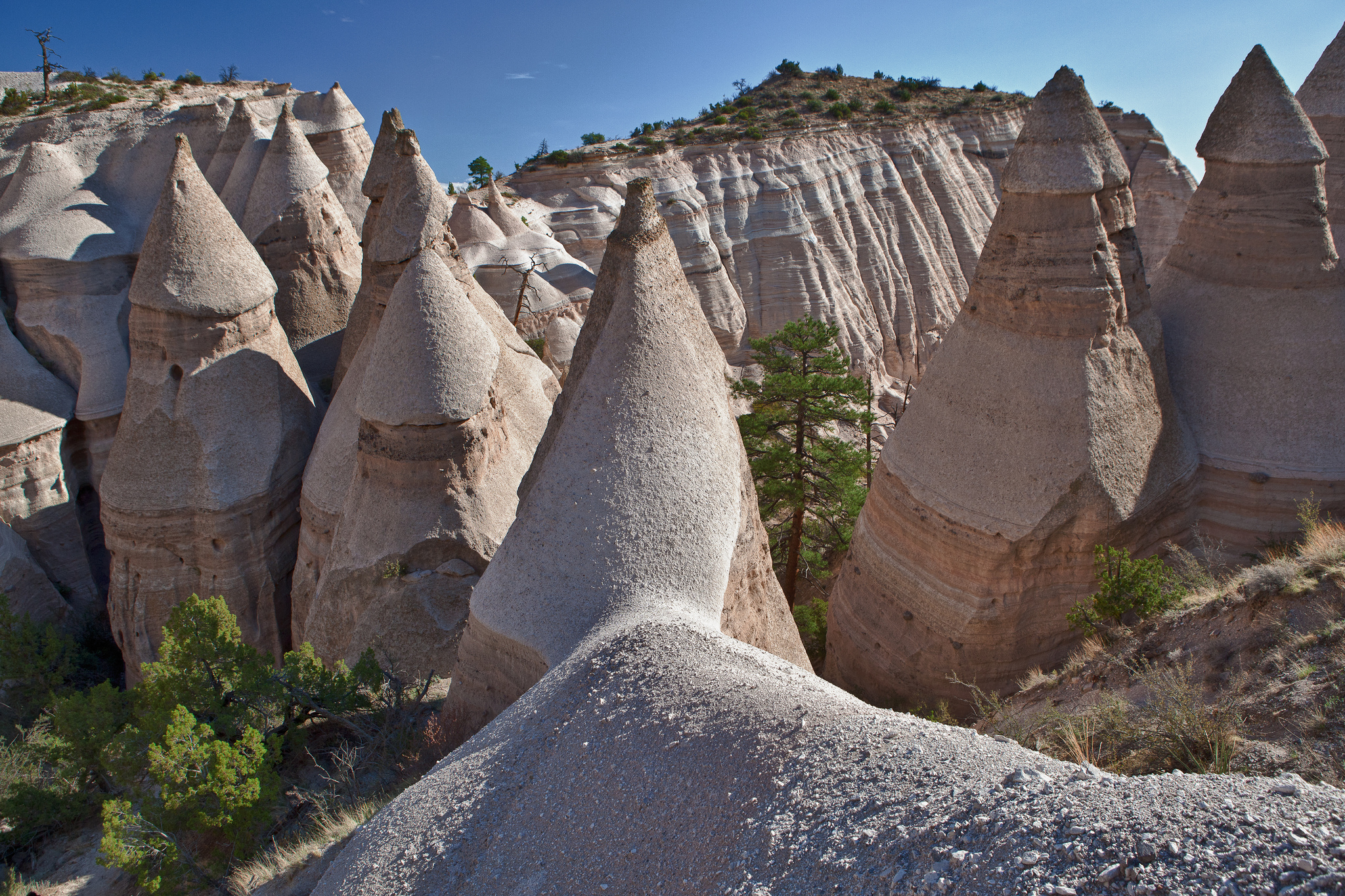